# Driftwood (film 1912 Thayer)
Driftwood è un cortometraggio muto del 1912 diretto da Otis Thayer (con il nome Otis B. Thayer).

## Produzione
Il film fu prodotto dalla Selig Polyscope Company.

## Distribuzione
Distribuito dalla General Film Company, il film - un cortometraggio in una bobina - uscì nelle sale cinematografiche statunitensi il 9 aprile 1912.